# Dassanakh
El dassanakh és una llengua cuixítica parlada per unes 35.000 persones a la vora del llac Turkana, a cavall entre els actuals estats d'Etiòpia i de Kenya, i que forma part de les llengües omo-tana occidentals, subdivisió del cuixític oriental de les Terres Baixes, ensems amb l'arbore i l'elmolo.